# Dietikon
Dietikon je město v kantonu Curych ve Švýcarsku. Nachází se v blízkosti největšího švýcarského města, Curychu, do jehož aglomerace také patří. Žije zde přibližně 27 tisíc obyvatel a je tak pátým největším městem kantonu.

## Geografie
Průmyslové město Dietikon leží západně od Curychu v nadmořské výšce 388 metrů na soutoku řek Reppisch a Limmat a na železniční trati z Curychu do Badenu. Zde a v sousedním městě Spreitenbach se nachází také velké seřaďovací nádraží Limmattal. Přibližně 25 % (2,3 km²) území tvoří lesy. Největší a nejznámější jsou Honeret, Guggenbüehl a Röhrenmoos.

## Historie

Letecký pohled (1920)

Nálezy z lokality Schächteli naznačují, že oblast Dietikonu byla osídlena již v neolitu (5500–2400 př. n. l.). Doklady osídlení v době bronzové lze nalézt v hrobech na Honeretu a v bývalém centru obce. Nalezeny byly také hroby z doby železné, které jsou připisovány halštatskému a laténskému období.
Od roku 20 n. l. do roku 320 n. l. se v oblasti dnešního centra obce nacházelo rozsáhlé římské osídlení. Nacházelo se na římské cestě od Curyšského jezera přes Baden do Vindonissa. Osídlení se rozkládalo na ploše přibližně 200 × 600 metrů a bylo obehnáno hradbou. Na jihovýchodě areálu se nacházel vilový areál, jehož rozsah směrem k Limmatu je nejasný. Na řece se pravděpodobně nacházelo přístaviště pro lodě. Nakonec byla velká část sídla zničena požárem.
Dokladem osídlení v raném středověku jsou hroby ze 7. století. Na základě jámových domů, které se nacházely v areálu katolického kostela, se předpokládá souvislé osídlení od 10. století. První písemná zmínka o Dietikonu se objevuje v kronice mnicha Ortlieba ze Zwiefaltenu z roku 1135. Uvádí se v ní, že Kuno von Wülflingen odkázal švábskému klášteru, který založil v Dietinchovin kolem roku 1089, čtvrtinu vsi, kostel, Limmatfischenz a Salland, celkem 12 Huben. Místní jméno se skládá ze starohornoněmeckého osobního jména Dioto a znamená přibližně „u statků rodu Dioto“.
Zwiefalten prodal svůj majetek v Dietikonu manželce hraběte Oty II. Habsburského již v roce 1096. Habsburkové vlastnili zpočátku celou ves (Unterdorf a Oberdorf). I poté, co v roce 1259 prodali svůj majetek ve vsi a Schlierenu opatství Wettingen za 540 marek, si ponechali hrabství (vrchnostenský dvůr), clo, patronátní právo a zádušní právo kostela. Jako služebníci Habsburků se rytíři ze Schönenwerdu přestěhovali na hrad Schönenwerd, který ležel na řece Limmat. I po prodeji Dietikonu vykonávali rychtářská práva nad horní vesnicí, která byla v té době považována za samostatné panství. Wettingenskému opatství se však postupně podařilo zchudlý rytířský majetek odkoupit. V roce 1367 přešla na klášter i práva panství nad oběma vesnicemi, takže bylo možné hovořit o panství Dietikon. Klášter následně zanechal ve vesnici svou stopu; teprve po reformaci se pomalu začal projevovat vliv Curychu.

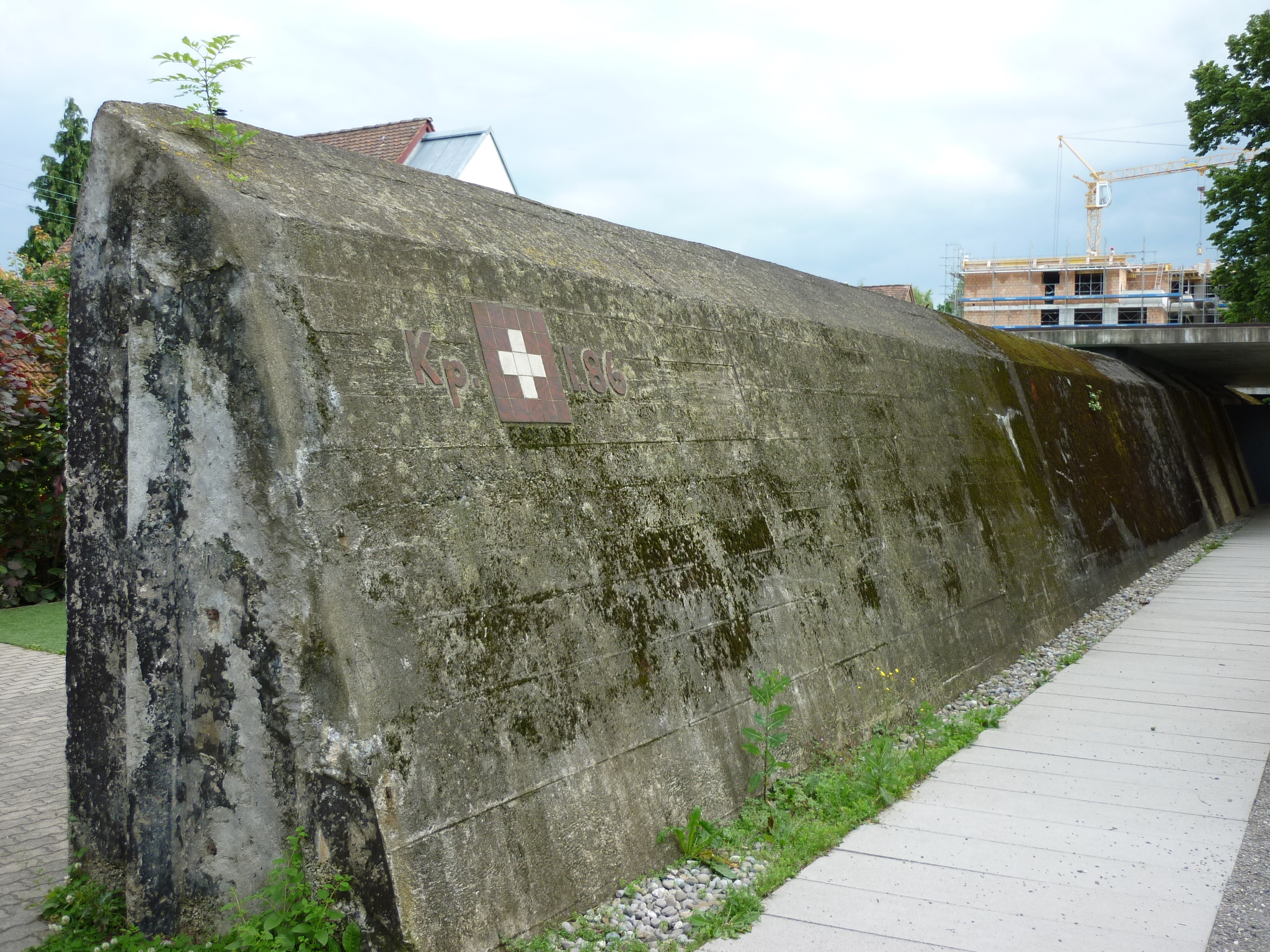
Opevnění Dietikonu z roku 1939

S dobytím Aargau odcizili konfederáti v roce 1415 Habsburkům panství a tím i vrchnostenské právo. Až do roku 1798 pak bylo Bádenské hrabství společným poddanským územím (společným panstvím) osmi kantonů, po roce 1712 pouze Curychu, Bernu a Glarusu. Po pádu Staré konfederace a vzniku Helvétské republiky byl 11. dubna 1798 vytvořen kanton Baden, do kterého patřil i Dietikon.

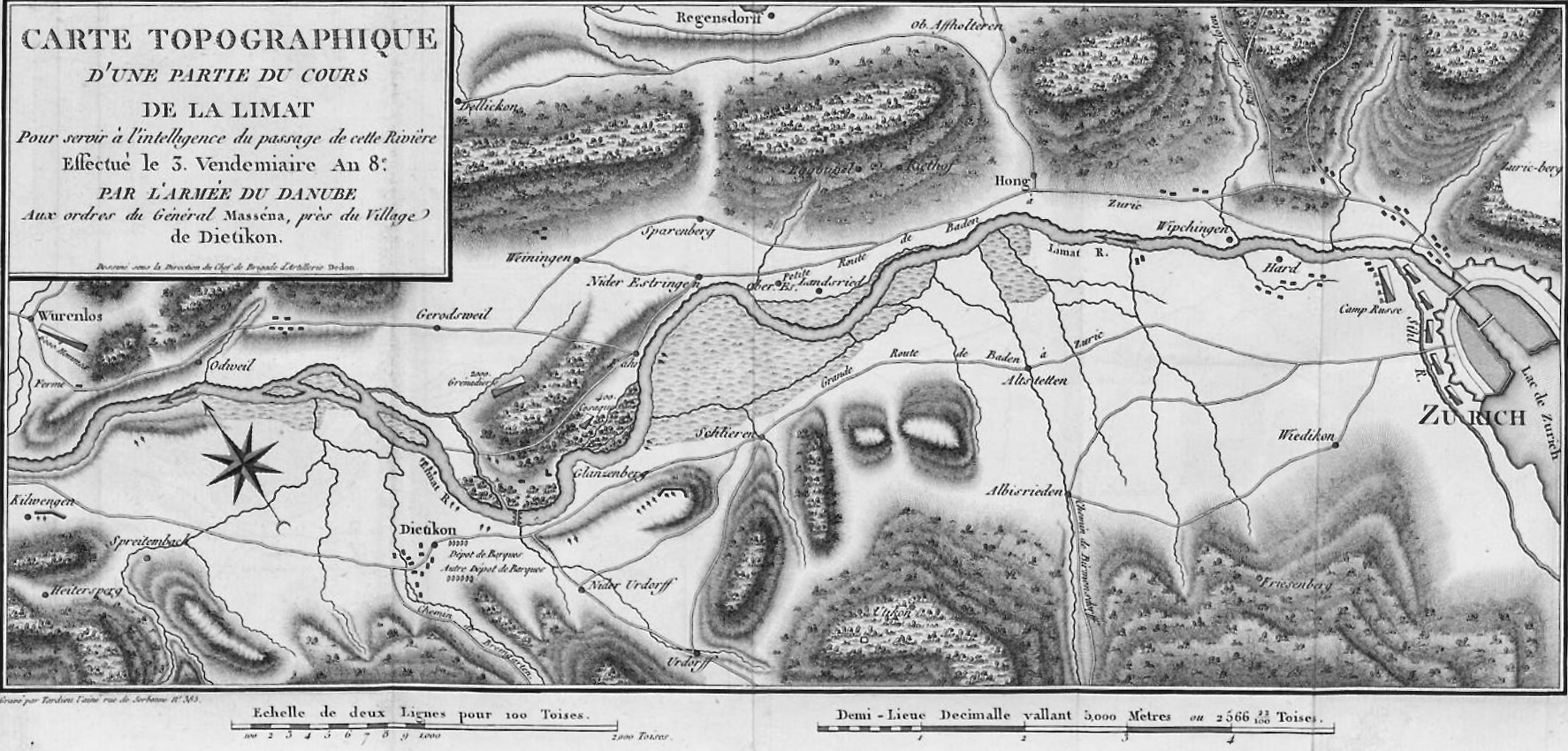
Plán bitvy u Dietikonu roku 1799

Dne 25. září 1799 se město stalo dějištěm přechodu přes řeku Limmat, který Francouzům pod vedením Andrého Massény umožnil porazit Rusy ve druhé bitvě u Curychu. Proto je jméno Dietikon zvěčněno na Vítězném oblouku v Paříži. Když Napoleon Bonaparte 10. března 1803 rozpustil Helvétskou republiku, stal se Dietikon součástí kantonu Curych.
V letech 1815–1832 patřila obec k curyšskému správnímu obvodu a od roku 1832 k okresu Curych. Jako právní nástupce sekularizovaného kláštera Wettingen prodal kanton Aargau v roce 1838 církevní pokladnu v Dietikonu kantonu Curych.
Na začátku druhé světové války, kdy měl být zastaven německý útok na linii Limmat, vznikla v centru města tzv. pevnost Dietikon. V roce 1940 ji několikrát kontroloval generál Guisan, budova ústřední školy sloužila jako mobilizační místo. Byla obehnána obrannými zdmi a bunkry. V budově byli ubytováni vojáci a na školním hřišti se konaly strážní oddíly a hlavní hlášení. Části opevnění se dochovaly, včetně dvou delších úseků hradeb v centru města.
Dne 1. července 1989 byl okres Dietikon oddělen od okresu Curych a Dietikon se stal okresním městem.

## Obyvatelstvo
| Vývoj počtu obyvatel | Vývoj počtu obyvatel | Vývoj počtu obyvatel | Vývoj počtu obyvatel | Vývoj počtu obyvatel | Vývoj počtu obyvatel | Vývoj počtu obyvatel | Vývoj počtu obyvatel | Vývoj počtu obyvatel | Vývoj počtu obyvatel | Vývoj počtu obyvatel | Vývoj počtu obyvatel | Vývoj počtu obyvatel | Vývoj počtu obyvatel | Vývoj počtu obyvatel |
| -------------------- | -------------------- | -------------------- | -------------------- | -------------------- | -------------------- | -------------------- | -------------------- | -------------------- | -------------------- | -------------------- | -------------------- | -------------------- | -------------------- | -------------------- |
| Rok                  | 1779                 | 1836                 | 1850                 | 1900                 | 1910                 | 1950                 | 1960                 | 1970                 | 1980                 | 1990                 | 2000                 | 2007                 | 2018                 | 2023                 |
| Počet obyvatel       | 686                  | 1025                 | 1292                 | 2613                 | 4493                 | 7358                 | 14 758               | 22 391               | 22 297               | 21 130               | 21 089               | 22 497               | 27 146               | 28 092               |

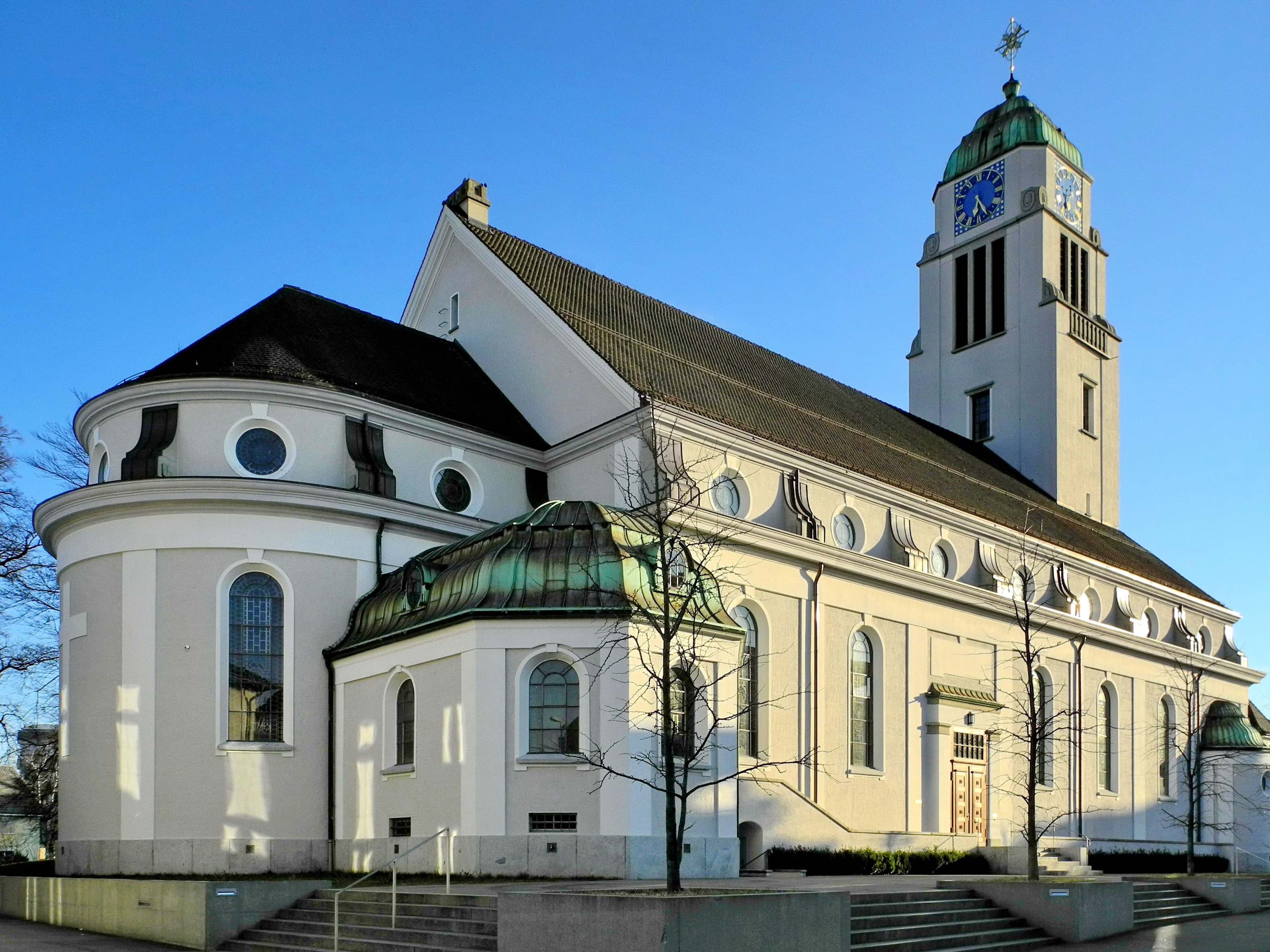
Kostel sv. Agáty

48,5 % obyvatel registrovaných v Dietikonu, tj. 13 627 osob, nemá švýcarský pas (stav k roku 2023).

### Náboženství
Navzdory tomu, že se Dietikon nachází v převážně reformovaném kantonu Curych (24,5 % oproti 22,9 % římskokatolického obyvatelstva), je římskokatolické obyvatelstvo v Dietikonu početnější než protestantsky reformované, což souvisí s vysokým podílem cizinců. V roce 2022 se k evangelické reformované církvi hlásilo 11,5 % obyvatel, k římskokatolické 27,8 % a 60,7 % obyvatel mělo jinou nebo žádnou konfesní příslušnost.

## Hospodářství
V Dietikonu sídlí celostátně působící firmy jako Dosenbach-Ochsner, Planzer Transport, Walo Bertschinger a další. Společnost Rapid působí ve strojírenském průmyslu a v oblasti nemovitostí a vyrábí především vozidla pro zemědělský sektor. Sídlí zde společnost Coop.ch s distribučním centrem. Růst počtu obyvatel je spojen s rozvojem průmyslu: továrna na zemědělské stroje Rapid, zpracování mramoru, výroba uzenin a čokoládovna Sprüngli. Dietikonem také prochází železniční trať z Curychu do Badenu.

## Osobnosti
Místním rodákem byl výtvarník Bruno Weber, jehož tvorbě je věnován sochařský park.

## Partnerská města
- Kolín, Česko
- Braggio, Švýcarsko
- Renens, Švýcarsko